# Live at Berkeley: 1st show
Live at Berkeley: 1st show jest pośmiertnie wydanym albumem koncertowym Jimiego Hendriksa, dokumentującym pierwszy koncert w Berkeley Community Theatre w Berkeley z 30 maja 1970 roku. Na płycie nie znalazły się dwa utwory z tego występu – „Star Spangled Banner” i „Purple Haze”.

## Lista utworów
Autorem wszystkich utworów oprócz „Johnny B. Goode” (Chuck Berry) jest Jimi Hendrix.
1. „Fire” – 3:38
2. „Johnny B. Goode” – 3:52
3. „Hear My Train a Comin’”  11:24
4. „Foxy Lady” - 3:29
5. „Machine Gun” – 10:05
6. „Freedom” – 4:20
7. „Red House” – 7:13
8. „Message to Love” – 4:51
9. „Ezy Ryder” – 7:52
10. „Voodoo Child (Slight Return)” – 11:27

## Artyści nagrywający płytę
- Jimi Hendrix – gitara, śpiew
- Mitch Mitchell – perkusja
- Billy Cox – gitara basowa